# Roberto Moliterni
Roberto Moliterni (Gioia del Colle, 4 giugno 1984) è uno scrittore e sceneggiatore italiano.
Nel 2010 ha vinto il Premio Luigi Malerba per la sceneggiatura, nel 2014 il Premio Letterario Rai La Giara, nel 2024 il Premio Internazionale di Letteratura Città di Como.

## Biografia
Figlio di un'operaia dell'Enichem e di un impiegato, è cresciuto a Matera. Dopo la laurea in Cinema all'Università di Pisa, si trasferisce a Roma per seguire il corso di formazione e perfezionamento per sceneggiatori Rai Script. 

## Cinema e televisione
Dopo la formazione al Corso Rai Script, tra le più importanti e significative in Italia per la sceneggiatura, dove per la prima volta vengono proposti modelli narrative e teorie di racconto statunitensi che diventano poi lo standard anche in Italia, si afferma come uno dei più conosciuti sceneggiatori di documentario anche perché riesce a rielaborare questi modelli, di solito utilizzati per la finzione, nel cinema della realtà.   
Il primo documentario a cui collabora è Mater Matera (2014), ritratto di una città dimenticata colta nel suo momento di trasformazione, trasmesso su Sky Arte e Rai Storia e riproposto in DVD dall'editore Castelvecchi. Con questo film inizia la collaborazione con il regista Simone Aleandri che prosegue con As Time Goes By - L'uomo che disegnava sogni, sulla figura di Silvano Campeggi, presentato alla Festa del Cinema di Roma 2018 e vincitore come Miglior documentario al Tiburon International Film Festival e Polvere, che racconta il recupero delle opere d'arte ad Amatrice dopo il terremoto del 2016. Il documentario viene presentato nel 2020, come evento speciale, alla 77ª Mostra del Cinema di Venezia.  
Sue le voci narranti di Hotel Sarajevo (2022) diretto da Barbara Cupisti e trasmesso su Rai1 il 29 maggio 2022 e le sceneggiature de Lo stato dell'arte, affresco a più voci sugli artisti dopo la pandemia, scritto con Annalisa Elba per Nikon Italia e di Wartime Notes (2023) di Barbara Cupisti, resoconto sulla guerra in Ucraina a un anno dallo scoppio del conflitto. Quest'ultimo viene presentato in anteprima al festival Visioni dal mondo e in seguito trasmesso su Rai1.  
In parallelo al documentario sperimenta la scrittura per la finzione. È autore di diversi cortometraggi. Il più celebre è Terrurismo, interpretato da Anna Ferzetti e Antonio Andrisani e prodotto da Angelo Calculli e Achille Lauro, che appare anche in un cameo. Di Centosanti (2015), ispirato alla storia vera del furto di affreschi in Basilicata da parte del professore tedesco Rudolph Kubesch, firma anche la regia.  
Del 2018 è il film a episodi Provincia bianca, diretto da Angelo Calculli, Vito Cea, Paolo Sassanelli e Tonino Zangardi e interpretato da Dino Abbrescia, Anna Ferzetti, Susy Laude, Fabrizia Sacchi e lo stesso Sassanelli. L'episodio Venerdì rappresenta l'Italia al Festival international du court métrage de Clermont-Ferrand nel 2015.   
Il 7 gennaio 2024 La luce nella masseria, film tv di cui ha scritto soggetto e sceneggiatura assieme a Salvatore Basile e Saverio D'Ercole, apre le celebrazioni per i settant'anni della televisione italiana. Il film ha un ampio riscontro di pubblico con 3 445 000 telespettatori e il 19% di share. 
L'esperienza sul campo diventa occasione di riflessione sui mestieri della scrittura per il cinema nei manuali Fare un corto (Dino Audino Editore, 2012, terza edizione in Italia, alla quarta edizione in Iran per abanbook), Scrivere il corto e la web-serie (Dino Audino Editore, 2016), Formattare la sceneggiatura (Dino Audino Editore, 2018) e Fare un documentario (Dino Audino editore, 2020).

## Narrativa
Come scrittore persegue un percorso a metà fra racconto e sperimentazione. 
Il suo romanzo d'esordio è Arrivederci a Berlino Est (Rai Eri, 2015), con il quale, oltre al Premio "La Giara", si aggiudica la Menzione della Giuria al Premio Letterario Basilicata. La vicenda del Titta,  figura ombra dei servizi segreti italiani, si snoda dalla fine della Seconda guerra mondiale in Albania fino alla caduta del Muro di Berlino. 
Nel 2017 esce Storie in affitto (Dino Audino Editore), romanzo a racconti, apparsi sul quotidiano Paese Sera, sulle case in affitto a Roma. 
Nel 2018 esce il terzo romanzo, La casa di cartone, pubblicato nella collana Compagnia extra di Quodlibet e salutato dalla critica come un esperimento di romanzo impersonale che racconta con ferocia le coppie contemporanee. Il libro è entrato nella terna vincitrice del Premio Penne-Mosca. 
Nel 2022 sperimenta la narrativa di genere con un romanzo pubblicato da Harper Collins: La diva partecipa al manifesto di un amore senza limiti anagrafici portato avanti da Lidia Ravera nella sua collana Terzo tempo.
Nel 2024 esce in libreria per Mondadori il romanzo La luce nella masseria, scritto assieme a Saverio D'Ercole. È la storia che ha ispirato l'omonimo film. Il romanzo ha vinto l'XI edizione del Premio Internazionale di Letteratura Città di Como, sezione narrativa. È finalista al Premio Pontremoli - Città del libro e della famiglia.

## Stampa
Ha collaborato con Il Quotidiano del Sud, Paese Sera, The New's Room, Tutto Digitale, Confidenze e Donna Moderna.

## Teatro
A teatro debutta come drammaturgo con l'adattamento di Traumnovelle - Doppio sogno di Arthur Schnitzler per la regia di Paolo Sassanelli.

## Curiosità
Nel 2014, assieme a Emanuele Pizzilli e all'artista Pantaleo Di Lecce, concepisce e realizza le prime carte da gioco dedicate alla città di Matera, «Le materane», prodotte dalla storica azienda romana Fenice carte. I semi e le figure sono ispirati ai simboli della città, dalla Festa della Bruna all'astro della Grotta del Sole.

## Opere pubblicate

### Narrativa
Romanzi
- Arrivederci a Berlino Est, Rai Eri, 2015
- Storie in affitto, Dino Audino Editore, 2017
- La casa di cartone, Quodlibet, 2018
- La diva, Harper Collins, 2022
- con Saverio D'Ercole, La luce nella masseria, Mondadori, 2024

Racconti
- L'agenda in AA.VV., Cinque storie sull'allegria, Gruppo editoriale L'Espresso, 2013
- Povero vecchio in AA.VV., Sei racconti adrenalinici, Gruppo editoriale L'Espresso, 2013
- Lucianito in AA.VV., La prima volta che ti ho visto, Scrivere festival, 2018
- Uno stormo di pappagalli verdi, Gianmarco Aulino, 2019 (tiratura limitata 40 copie)
- Il quarto mattone, in AA. VV., Tutti dentro, Bertoni editore, 2020

### Sceneggiature
- In prima classe, MUP, 2011, prefazione di Irene Bignardi
- The Show Must Go On in Mario Rossi (a cura di), Scrivere le immagini, Quaderni di sceneggiatura, nº 5, EUT, 2016

### Saggi
- Fare un corto, Dino Audino Editore, 2012-2014-2018
- con Claudio Maccari e Annalisa Elba, Ruoli maschili, Dino Audino Editore, 2015
- Scrivere il corto e la web-serie, Dino Audino Editore, 2016
- con Claudio Maccari e Annalisa Elba, Formattare la sceneggiatura, Dino Audino Editore, 2018
- con Andrea Di Consoli, Mater Matera - Appunti, ricordi e impressioni sul mezzogiorno, Castelvecchi, 2019
- con Simone Aleandri, Fare un documentario, Dino Audino editore 2020

## Filmografia

### Film
- Provincia bianca, regia di Angelo Calculli, Vito Cea, Paolo Sassanelli, Tonino Zangardi - film a episodi (2018)
- Claps - Applausi, regia di Angelo Calculli (2019, consulente)
- La notte più lunga dell'anno, regia di Simone Aleandri (2022, consulente)
- La luce nella masseria, regia di Tiziana Aristarco e Riccardo Donna – film TV (2024)

### Documentari
- La vita è altrove, regia di Roberto Moliterni e Nicola Fanini (2009)
- Mater Matera, regia di Simone Aleandri (2014)
- Oltre le generazioni, regia di Filippo Macelloni e Lorenzo Garzella (2016)
- As Time Goes By - L'uomo che disegnava sogni, regia di Simone Aleandri (2018)
- Polvere, regia di Simone Aleandri (2020)
- La macchina delle immagini di Alfredo C., regia di Roland Sejko (2022, consulente)
- Lo stato dell’arte , regia di AA. VV. (2022)
- Hotel Sarajevo, regia di Barbara Cupisti (2022)
- Wartime Notes, regia di Barbara Cupisti (2023)

### Cortometraggi
- Giustizia divina, regia di Barbara Caggiati, con la supervisione di Maurizio Nichetti (2005)
- Centosanti, regia di Roberto Moliterni (2015)
- Un voto all'italiana, regia di Paolo Sassanelli (2017)
- Terrurismo, regia di Vito Cea, Roberto Moliterni (2018)
- L'intruso, regia di Anna Rita Del Piano (2023)